# Музей Пибоди в Сейлеме
Музей Пибоди в Сейлеме (англ. Peabody Museum of Salem) — американский музей в городе Сейлем, штат Массачусетс, существовавший с 1915 по 1992 годы. В 1992 году был объединён с Essex Institute и преобразован в Музей Пибоди в Эссексе.

## История
Академия наук Peabody Academy of Science, преемница общества East India Marine Society (создано в 1799 году), была основана в 1868 году. Академия содержала музей, в котором были представлены экспонаты в виде животных, растений и минералов, а также этнографические материалы, такие как оружие, костюмы, статуэтки и музыкальные инструменты. В 1915 году академия стала называться Музей Пибоди в Сейлеме.
По состоянию на 1949 год музей имел три больших раздела: этнографии, морской истории и естественной истории. Экспонаты музея были представлены далёкими Маркизскими островами и Новой Зеландией. Коллекция музея находилась в зале East India Marine Hall, расширенного в 1953 году за счет галереи Crowninshield Galleries.
В 1984 году музей China Trade Museum города Милтон (штат Массачусетс), слился с сайлемским музеем Пибоди. В 1992 году сайлемский музей объединился с Essex Institute в результате чего был создан Музей Пибоди в Эссексе.
East India Marine Hall в 1965 году был объявлен Национальным историческим памятником и в 1966 году был включен в Национальный реестр исторических мест США.